# Furdenheim
Furdenheim is een gemeente in het Franse departement Bas-Rhin (regio Grand Est). De plaats maakt deel uit van het kanton Bouxwiller in het arrondissement Saverne. Tot 1 januari 2015 was het deel van het kanton Truchtersheim in het arrondissement Strasbourg-Campagne, die op die dag beide werden opgeheven. Furdenheim telde op 1 januari 2022 1.563 inwoners.

## Geografie
De oppervlakte van Furdenheim bedroeg op 1 januari 2022 5,81 vierkante kilometer; de bevolkingsdichtheid was toen 269 inwoners per km².

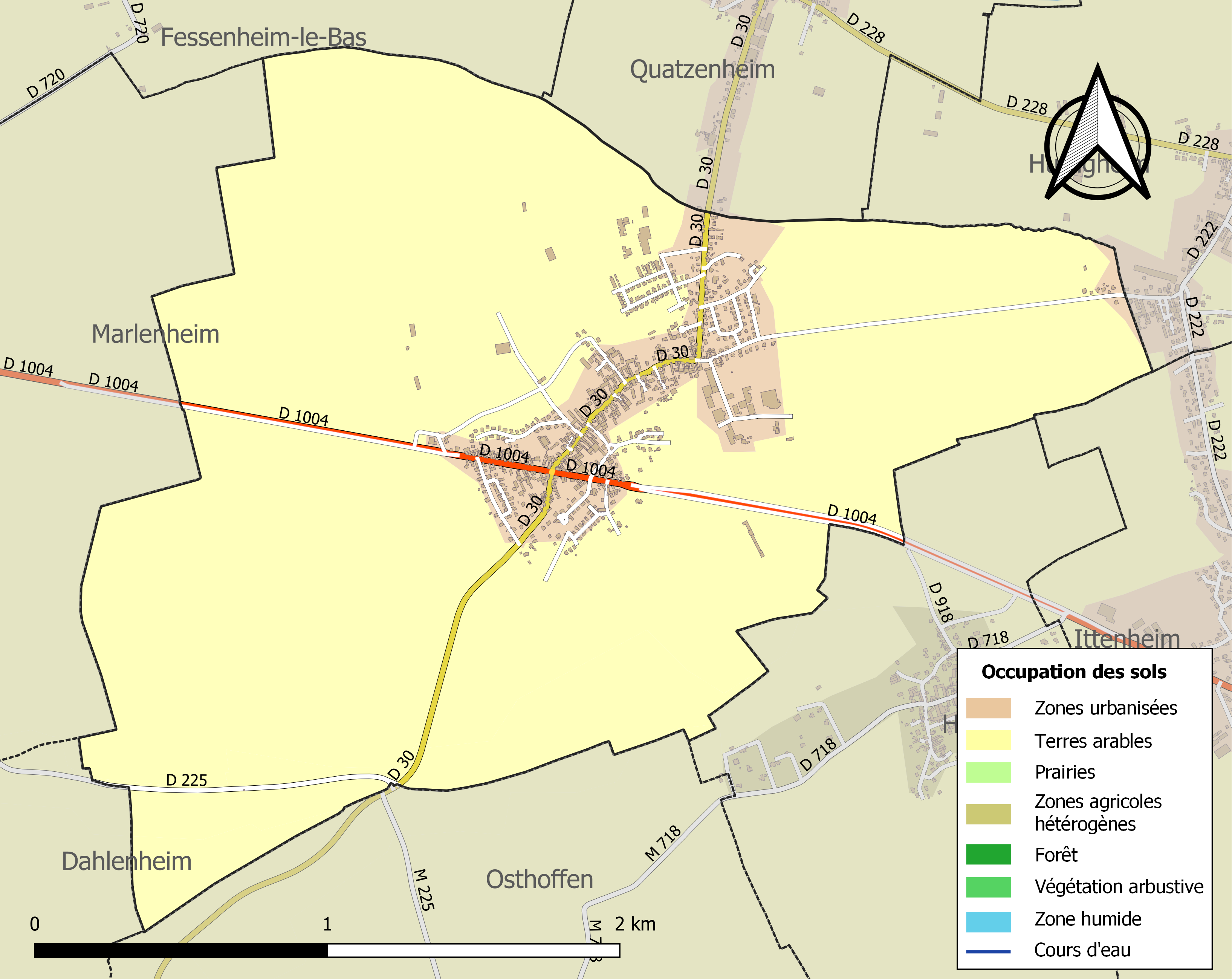
Kaart van de gemeente met de belangrijkste infrastructuur, bodemgebruik en omliggende gemeenten

## Demografie
Onderstaande figuur toont het verloop van het inwonertal (bron: INSEE-tellingen).